# 甲基胂酸
甲基胂酸是一种有机砷化合物，分子式为CH3AsO3H2。它是一种无色的水溶性固体。这种化合物的盐，如甲基胂酸二钠，已被广泛用作种植棉花和水稻的除草剂和杀真菌剂。

## 反应
在接近生理pH值时，甲基胂酸转化为其共轭碱基，即甲基胂酸盐。包括CH3AsO3H−和CH
3AsO2−
3。

## 合成和生物合成
亚砷酸与碘甲烷反应得到甲基胂酸：
As(OH)3 + CH3I  +  NaOH  → CH3AsO(OH)2  + NaI  +  H2O
该反应的新颖方面是在砷处发生烷基化，使得砷从氧化态+3氧化至+5。
砷化合物的生物甲基化被认为始于甲基胂酸盐的形成。因此，三价砷化合物被甲基化生成甲基胂酸盐。S-腺苷甲硫氨酸是甲基供体。甲基胂酸盐是二甲胂酸盐的前体，同样通过还原循环（生成甲基胂酸），然后进行第二次甲基化。

## 安全性
像所有砷化合物一样，它具有剧毒。